# Bocairent
Bocairent (em valenciano e oficialmente) ou Bocairente (em castelhano) é um município da Espanha na província de Valência, Comunidade Valenciana. Tem 97 km² de área e em 2021 tinha 4 101 habitantes (densidade: 42,3 hab./km²).

## Demografia
| Variação demográfica do município entre 1991 e 2004 | Variação demográfica do município entre 1991 e 2004 | Variação demográfica do município entre 1991 e 2004 | Variação demográfica do município entre 1991 e 2004 |
| --------------------------------------------------- | --------------------------------------------------- | --------------------------------------------------- | --------------------------------------------------- |
| 1991                                                | 1996                                                | 2001                                                | 2004                                                |
| 4661                                                | 4627                                                | 4457                                                | 4496                                                |